# Diamesa ruwenzoriensis
Diamesa ruwenzoriensis är en tvåvingeart som beskrevs av Freeman 1955. Diamesa ruwenzoriensis ingår i släktet Diamesa och familjen fjädermyggor.
Artens utbredningsområde är Uganda. Inga underarter finns listade i Catalogue of Life.